# Bibiane Soglo
Bibiane Soglo, née Adamazè, est une femme politique béninoise, ancienne directrice générale de la loterie nationale du Bénin, en 2009, et maire de la commune de Toffo, lors des élections municipales de 2020, sur la liste du parti du Bloc républicain.

## Biographie

### Parcours politique
Nommée directrice générale de la loterie nationale du Bénin en 2009 par le gouvernement du président Boni Yayi,, elle est élue première adjointe au maire de la commune de Toffo, lors des élections municipales de 2015,. Membre fondatrice du parti le Bloc républicain, administratrice des services financiers, elle devient maire de la commune de Toffo, lors des élections municipales de 2020.

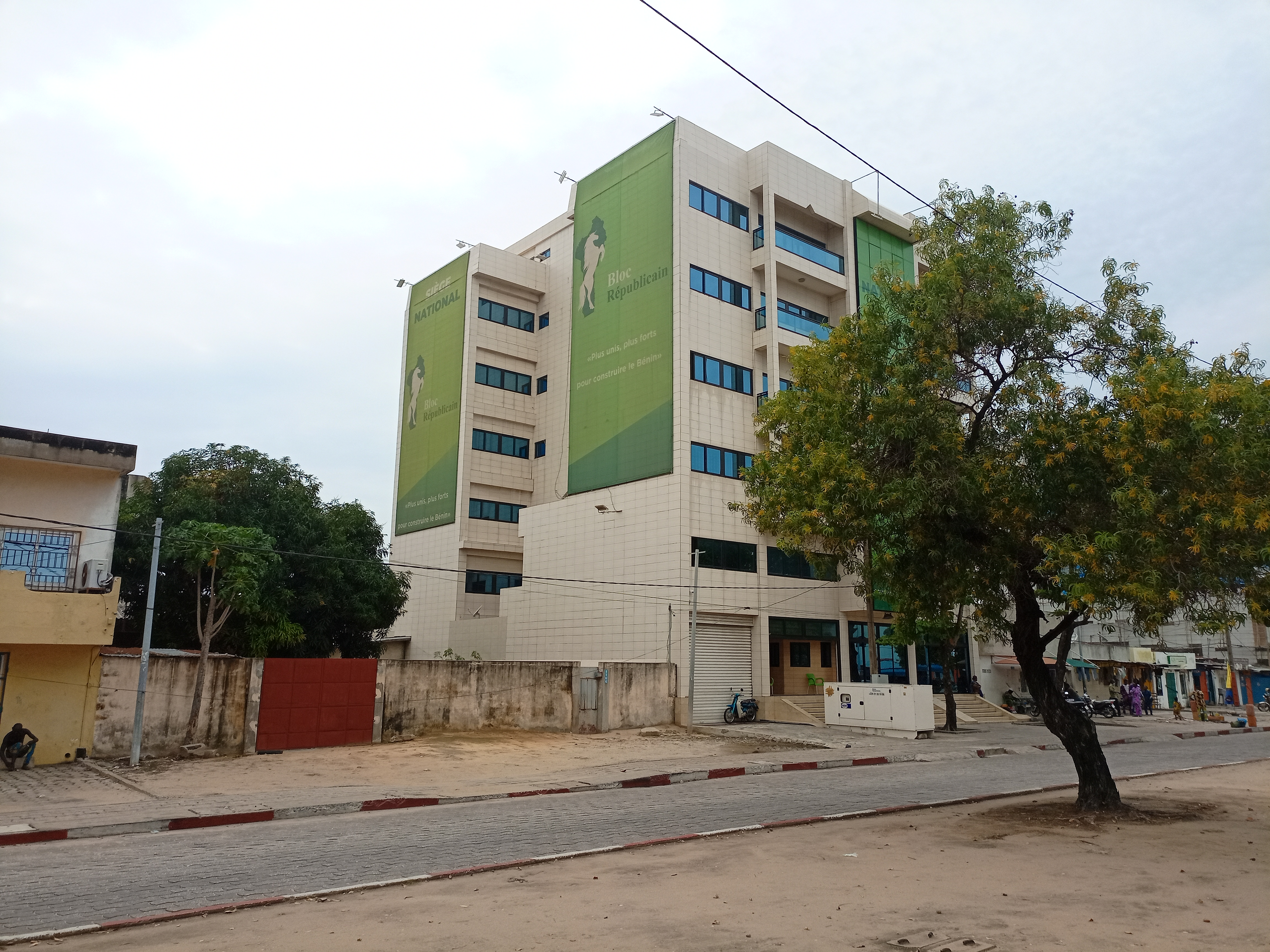
Siège national du parti politique Bloc républicain.

### Engagement social
Pour le développement de l'éveil de la jeunesse, elle initie depuis 2003 une compétition de jeux ludiques qui est organisée annuellement dans la commune de Toffo.